# Markus Scherer
Markus Scherer (Renania Palatinado, Alemania, 20 de junio de 1962) es un deportista alemán retirado especialista en lucha grecorromana donde llegó a ser subcampeón olímpico en Los Ángeles 1984.

## Carrera deportiva
En los Juegos Olímpicos de 1984 celebrados en Los Ángeles ganó la medalla de plata en lucha grecorromana de pesos de hasta 48 kg, tras el luchador italiano Vincenzo Maenza (oro) y por delante del japonés Ikuzo Saito (bronce).